# Ionel Teodoreanu
Ionel Teodoreanu (Iași, 6 gennaio 1897 – Bucarest, 3 febbraio 1954) è stato uno scrittore e avvocato romeno, principalmente ricordato per i suoi racconti autobiografici legati all'infanzia, all'adolescenza ed a ricordi di famiglia.

## Biografia
Debutta come scrittore nel 1919, pubblicando alcuni poemi sulla rivista romena Insemnări literare (in italiano: Note letterarie). Successivamente si dedica ai romanzi: ne pubblicherà circa una ventina, trattando temi legati all'infanzia ed all'adolescenza, nonché di tematiche sui ricordi di famiglia.
Il suo lavoro di maggior successo è la trilogia La Medeleni (scritta tra il 1925 ed il 1927); altre opere note sono Bal mascat (Ballo in maschera, del 1929), Fata din Zlataust (La ragazza di Zlataust, del 1931), Crăciunul dela Silvestri (Il Natale a Silvestri, del 1933), Secretul Anei Florentin (Il segreto di Anna Florentin, del 1937).

## Romanzi pubblicati
- La Medeleni (1925–1927)
- Bal mascat (1929)
- Fata din Zlataust (1931)
- Golia (1931)
- Turnul Milenei (1931)
- Crăciunul de la Silivestri (1933)
- Lorelei (1934)
- Arca lui Noe (1936)
- Secretul Anei Florentin (1937)
- Fundacul Varlaamului (1938)
- Prăvale Baba (1939)
- Ce-a văzut Ilie Pânişoară (1940)
- Tudor Ceaur Alcaz, vol. I–IV (1940–1943)
- Hai-Diridam (1945)
- La porţile nopţii (1946)
- Zdrulă şi Puhă (1948)
- Să vie Bazarcă! (Editura Dacia, 1971)